# Волчанка (приток Березины)
Волча́нка (бел. Ваўча́нка) — река в Белоруссии, в Осиповичском и Бобруйском районах Могилёвской области, правый приток реки Березина.

Длина реки — 28 км, площадь водосборного бассейна — 374 км², среднегодовой расход воды в устье — 1,9 м³/с, средний уклон реки 0,7 м/км.

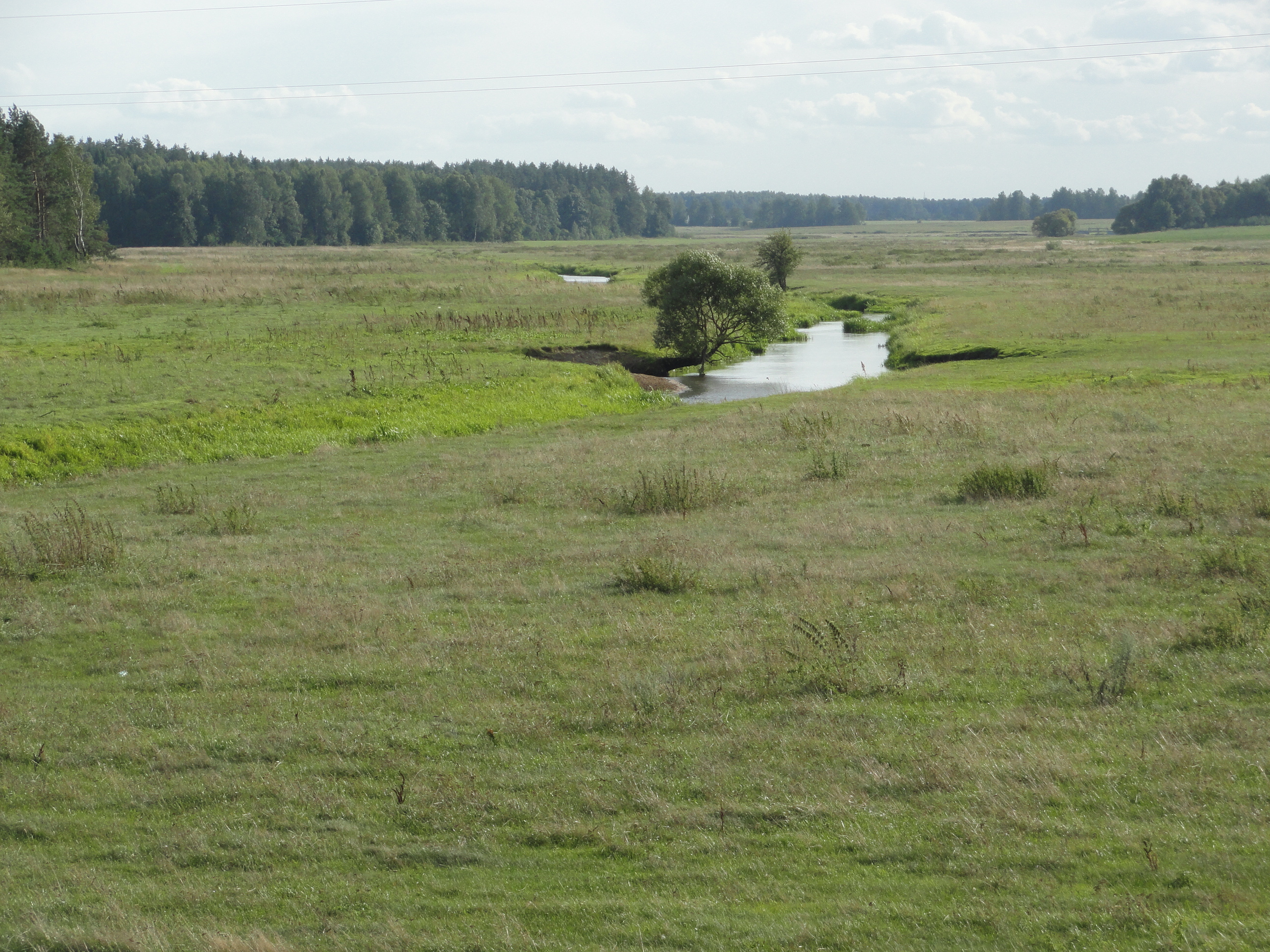
Волчанка близ Роксолянки

Река вытекает из заболоченных торфяников восточнее посёлка Татарка Осиповичского района. Верхнее течение проходит по Осиповичскому району, среднее и нижнее — по Бобруйскому. Генеральное направление течения в верховьях — юго-восток, в среднем течении — восток, в нижнем течении — северо-восток.
Течёт по Центральноберезинской равнине. Долина трапециевидная, шириной 200—500 м. Пойма двухсторонняя, шириной 200—400 м. Русло на всем протяжении канализировано, шириной 5—10 м. Берега крутые, высотой 1,5—3 м. Река используется как водоприемник мелиоративных каналов.
Основные притоки — Ясенка (слева); Космыл, канава Волчанка (справа).
Волчанка протекает ряд сёл и деревень: Деменка (Осиповичский район); Барановичи 1, Барановичи 3, Лысая Горка, Бибковщина, Изюмово, Роксолянка, Красное (Бобруйский район).
Впадает в Березину у деревни Вербки.